# Melanie Wiegmann

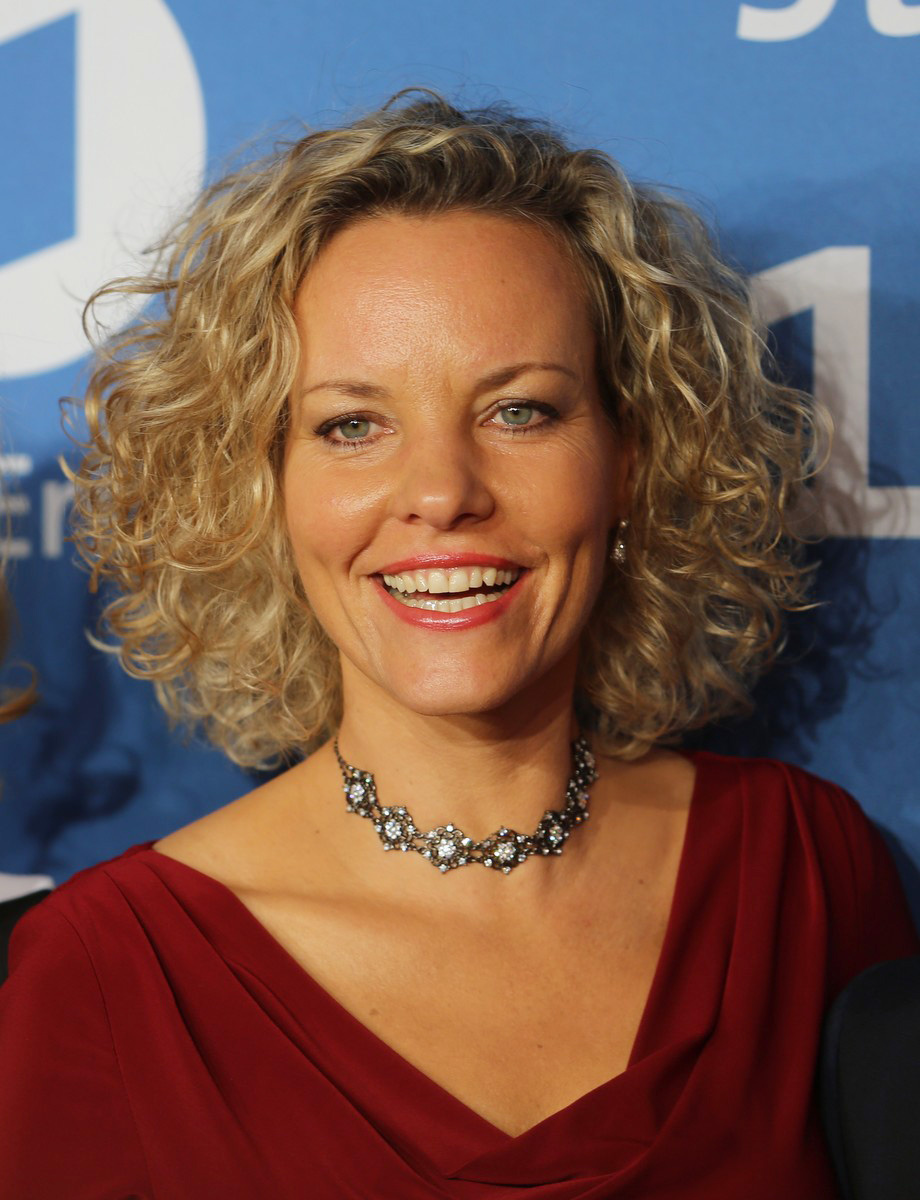
Melanie Wiegmann (2015)

Melanie Wiegmann (* 27. September 1972 in Münster) ist eine deutsche Schauspielerin, Synchronsprecherin und Sängerin.

## Leben und Karriere
Melanie Wiegmann studierte von Oktober 1992 bis Februar 1996 Diplom-Schauspiel an der Folkwang Universität der Künste in Essen. Von 1995 bis 2010 war sie als festes Ensemblemitglied am Staatstheater Nürnberg engagiert. Sie war als Bühnendarstellerin zudem auch am Düsseldorfer Schauspielhaus und am Theater Dortmund engagiert. Sie wirkte in zahlreichen Musicals mit, wie beispielsweise in Mamma Mia! oder in Cabaret. 
Wiegmann hatte ab den 1990er-Jahren verschiedene Rollen in Fernsehserien wie beispielsweise Die Wache oder SOKO München. Vom 16. August 2012 (Folge 1586) bis zum 22. Juni 2020 (Folge 3390) war sie in der ARD-Telenovela Sturm der Liebe in der Rolle der Natascha Schweitzer zu sehen. Zu ihrem Abschied von der Serienrolle habe nach eigenen Aussagen auch der Wunsch geführt, mehr Zeit mit ihrem Lebensgefährten zu verbringen, dem Musiker Carl Carlton, der auf der Insel Gozo lebt, sowie Gelegenheit zum Nachdenken während der Covid-19-Pandemie.
Seit 1998 ist Wiegmann auch als Synchronsprecherin tätig. Außerdem ist sie ausgebildete Sängerin und spricht neben ihrer Muttersprache Deutsch auch fließend Englisch und Griechisch. Sie lebt in München.

## Filmografie
- 1996: Die Wache (Fernsehserie, 1 Folge)
- 1998–2020: SOKO München (Fernsehserie, 2 Folgen, verschiedene Rollen)
- 2009: Die Wette (Kurzfilm)
- 2010: Das Ergebnis (Kurzfilm)
- 2011: Tom Beck – Sexy (Musikvideo)
- 2011: Heimathafen (Kurzfilm)
- 2012: Der goldene Zweig (Kurzfilm)
- 2012–2020: Sturm der Liebe (Fernsehserie, 1804 Folgen)
- 2013: Gewissenskrieg (Kurzfilm)
- 2014–2017: Die Rosenheim-Cops (Fernsehserie, 2 Folgen, verschiedene Rollen)
- 2014: Coming Out (Kurzfilm)
- 2015: Utta Danella – Lisa schwimmt sich frei (Fernsehfilm)
- 2015: Monaco 110 (Fernsehserie, Folge: Liebe, Lüge, Leidenschaft)
- 2016: Y (Kurzfilm)

## Musicals (Auszug)
- Sekretärinnen, Theater München
- Cabaret, Theater Regensburg als Sally Bowles
- Anything Goes, Oper Nürnberg als Reno Seeney
- 2006: Mamma Mia!, Palladium Theater Stuttgart
- 2007: Mamma Mia!, Colosseum Theater Essen
- 2008–2009: Ich will Spass!, Colosseum Theater Essen